# Olairon: las entrañas de Bilbao
Olairon: las entrañas de Bilbao, es una película documental sobre el pasado minero de Bilbao dirigida por Raul Lopez de Gereñu e Imanol Muro y estrenada en 2023. Trata sobre el pasado minero de la villa de Bilbao y saca a la luz la mina Malaespera.

## Contexto
Las minas de hierro forjaron la identidad de Bilbao durante los siglos XIX y XX. Enterradas bajo los nuevos barrios y olvidadas para la gran mayoría de sus habitantes.En septiembre de 2020 el pleno del Ayuntamiento de Bilbo aprobó una moción para recuperarla como un activo para la ciudad, reconociendo su alto valor histórico y geológico.

## Argumento
Este documental busca recuperar la memoria de una «época crucial en la historia» de Bilbao, en la que «la minería de hierro era el motor económico de la ciudad.Plantea un recorrido por uno de los vestigios más imponentes de ese pasado, como lo es la mina Malaespera, bajo el subsuelo del nuevo barrio de Miribilla y recopila testimonios de personas expertas y protagonistas de un pasado reciente que muestran la importancia y singularidad de la actividad minera que se prolongó durante más de 100 años y fue fundamental en la construcción del Bilbo actual.

## Estreno
Se estrenó en 2023, y fue rodado en la mina de Malaespera, por la productora bilbaína Panarama, con el apoyo de EiTB, la Diputación Foral de Bizkaia, el Ayuntamiento de Bilbo y el Ente Vasco de la Energía.